# Kedir
Kedir (także Panjalu) – hindusko-buddyjskie królestwo na wyspie Jawa w Indonezji. Istniało w latach 1042-1222.

## Historia
Królestwo to powstało w wyniku podziału państwa Airlanggi na dwie części: Janggalę i Kedir (1042). Państwo to rozrosło się w wyniku pokonania i częściowego podbicia osłabionej Śriwidżaji. W XII wieku państwo to było jednym z najbogatszych w całej Azji Południowo-Wschodniej. Później utraciło na znaczeniu (ostatni król państwa popadł w konflikt z braminami) i zostało podbite przez Kena Angroka, który zwyciężywszy w bitwie pod Ganter siły króla Kediru Kertadżaji, założył na jego miejscu królestwo Singasari. Kedir odzyskał niepodległość na krótko w latach 1292-1293. Jego król Dżajaktawang przyczynił się do pokonania Singasari. W 1293 roku Raden Wijaya przyłączył państwo do nowo powstałego Majapahitu.
Głównym źródłem bogactwa królestwa był handel przyprawami z innymi państwami Archipelagu Malajskiego.

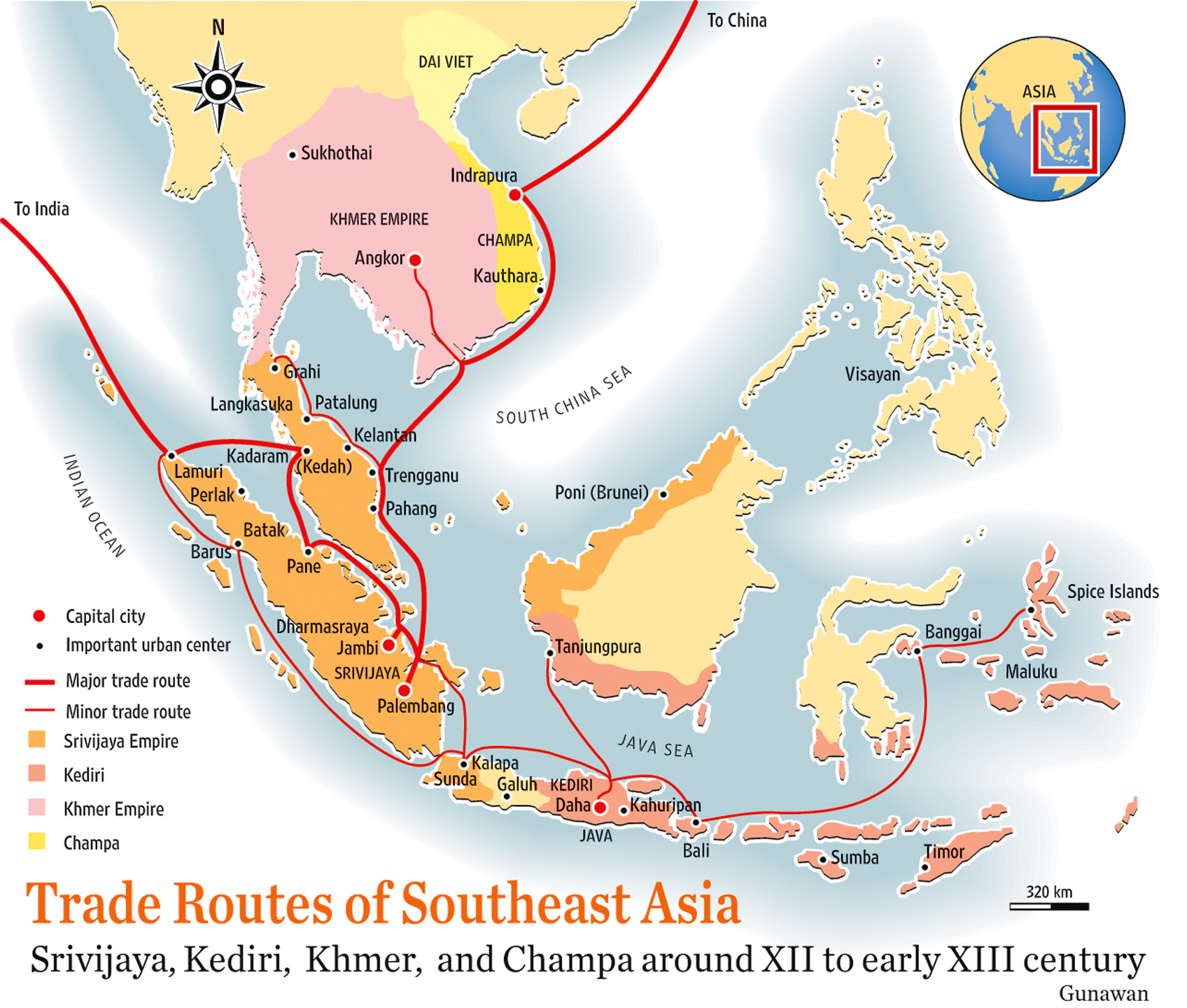
Szlaki komunikacyjne w południowo-wschodniej Azji w XII wieku (Kedir, Czampa, Angkor, Śriwidżaja).

W państwie dominował hinduizm i buddyzm, spore wpływy miał też animizm i kejawèn (jawajska religia będąca połączeniem buddyzmu, hinduizmu i animizmu).

## Lista władców
- Samarawidżaja (1041/1042- ok. 1050)
- Anakwungsu (ok. 1050-1078)
- Dżajabhaja I (ok. 1104-1110)
- Dżajasabaja (ok. 1110-1115)
- Kediri (ok. 1115)
- Kameśwara I (ok. 1115-1135)
- Dżajabhaja II (1135-1157)[2]
- Arjeśwara (zap. 1171–1174)
- Kronczarjadipa Gandra (ok. 1181)
- Kameśwara II (ok. 1182–1185)
- Sarweśwara II (ok. 1190–1194)
- Kertadżaja (1194–1222)
- Panowanie Singasari 1222–1292
- Dżajaktawang (1292-1293)
- Panowanie Majapahitu 1293–1527